# 納拉省

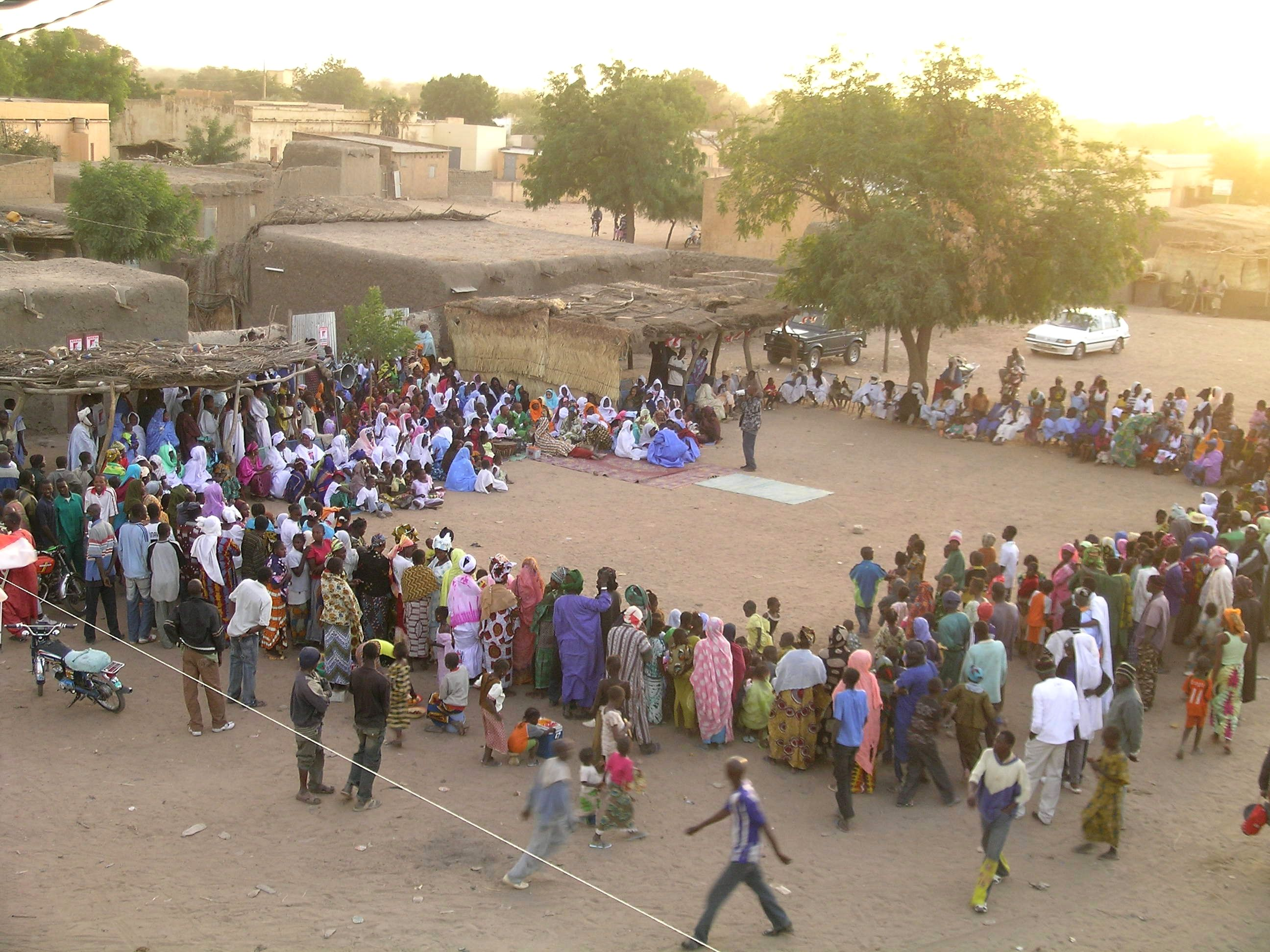

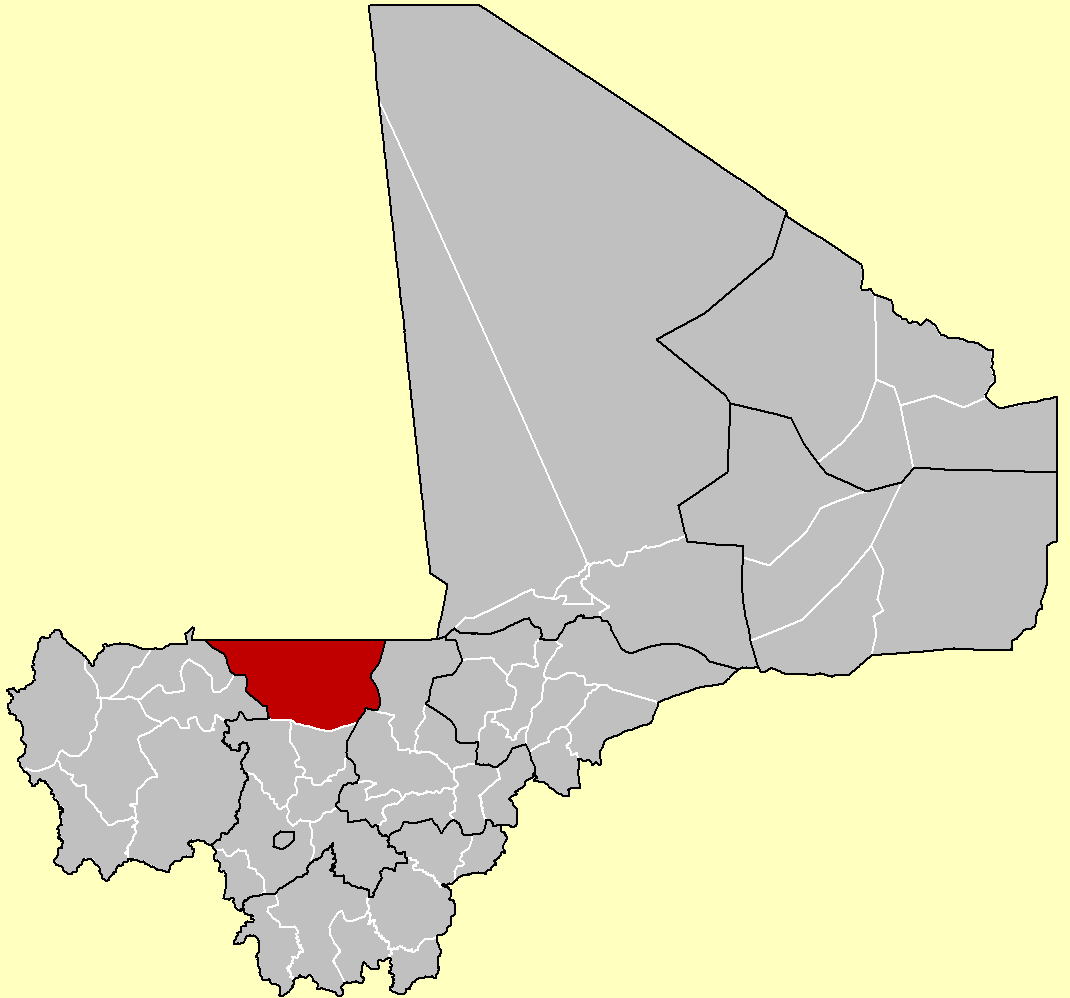

納拉省（法語：Cercle de Nara），是馬里的省份，位於該國西部，由庫利科羅區負責管轄，首府設於納拉，面積30,000平方公里，2009年人口242,990，人口密度每平方公里8.1人。